# Wiebke Mollenhauer
Wiebke Mollenhauer (* 1985 in Ilmenau) ist eine deutsche Schauspielerin und festes Ensemblemitglied des Deutschen Theater Berlin. 2023 wurde sie zur Schauspielerin des Jahres der Zeitschrift Theater Heute gekürt.

## Ausbildung
Nach ihrer Schauspielausbildung an der Hochschule für Musik und Theater Hamburg, ging Wiebke Mollenhauer zunächst ein Jahr nach Indien und assistierte dort sechs Monate lang einem Arzt in einem Kinderheim. Unter dem Eindruck der unzähligen Straßenhunde in Indien, nahm sie neun Tiere mit nach Deutschland und gründete nach ihrer Rückkehr einen Verein zur Vermittlung von Hunden, den sie neben ihrer hauptberuflichen Schauspielarbeit bis heute betreibt.

## Werdegang
Ab der Spielzeit 2011 bis 2014 war sie am Schauspiel Frankfurt engagiert. Von 2014 bis 2019 war sie Ensemblemitglied am Deutschen Theater Berlin. Dann wechselte sie für fünf Jahre ans Schauspielhaus Zürich, bis sie mit der Spielzeit 2024/25 ans Deutsche Theater Berlin zurückkehrte.
Als Gast wirkte sie am Burgtheater Wien als Ophelia in der „Hamlet“‑Inszenierung von Andrea Breth mit. An den Münchner Kammerspielen spielte sie Anna in „Trommeln in der Nacht“. Das Stück wurde zum Berliner Theatertreffen 2018 eingeladen. 2023 gab sie in der Oper Il ritorno / Das Jahr des magischen Denkens ihr Debüt an der Bayerischen Staatsoper.
Mit Regisseur Christopher Rüping verbindet sie seit ihrer Zeit in Frankfurt eine lange Arbeitsbeziehung. Sie nahm an beinahe allen Arbeiten von Rüping teil, unter anderem „Dekalog“ (Schauspiel Frankfurt), „Trommeln der Nacht“ und „Dionysos Stadt“ (Kammerspiele München) sowie „Einfach das Ende der Welt“, „Der Ring des Nibelungen“ und „Gier“ (Schauspielhaus Zürich). Auch mit den Regisseurinnen Karin Henkel, Jette Steckel und Leonie Böhm arbeitet Wiebke Mollenhauer zusammen.

## Erfolge
Bereits 2016 war Wiebke Mollenhauer als Nachwuchsschauspielerin des Jahres nominiert.
International bekannt wurde sie für ihren spektakulären Auftritt in Sarah Kanes „Gier“ am Schauspielhaus Zürich. Ohne ein Wort zu sprechen, sitzt sie in der Inszenierung von Christopher Rüping allein seitlich auf der sonst leeren Bühne. Allein ihr Gesicht, dessen Ausdruck in allen Facetten und Regungen auf eine riesige quadratische Leinwand übertragen wird, spiegelt die vielfältigen Texte wider, die von verschiedenen Schauspielerinnen aus der ersten Publikumsreihe vorgetragen werden. Diese stumme, aber wirkungsvolle Darbietung wurde in den Kritiken als „Meisterleistung“ und „Schauspielkunst der Extraklasse“ gefeiert. Von der Zeitschrift Theater Heute wurde sie dafür 2023 als Schauspielerin des Jahres ausgezeichnet.

## Preise / Auszeichnungen
- 2010 Max-Reinhardt-Ensemble-Preis für „Baal“ beim Theatertreffen deutschsprachiger Schauspielschulen
- 2016 Nominierung Schauspielerin des Jahres Theater Heute
- 2018 Einladung zum Theatertreffen mit „Trommeln in der Nacht“, Schauspielhaus Zürich
- 2020 Zebra-Award beim Pekinger Fringe Festival als Best International Play mit „Dekalog“ (Schauspiel Frankfurt)
- 2021 Einladung zum Theatertreffen mit „Einfach das Ende der Welt“, Schauspielhaus Zürich
- 2021 Nestroy-Preis in der Kategorie Beste Aufführung im deutschsprachigen Raum mit „Einfach das Ende der Welt“, Schauspielhaus Zürich
- 2023 Goldene Maske der Gesellschaft der Freunde des Schauspielhaus Zürich
- 2023 Schauspielerin des Jahres Theater Heute